# Villa Chanéac
La Villa Chanéac est une maison d'habitation située en France sur la commune d'Aix-les-Bains, dans le département de la Savoie en région Auvergne-Rhône-Alpes. 
Construit pour son usage personnel par l'architecte Jean-Louis Chanéac au milieu des années 1970, l'édifice fait l’objet d'une inscription au titre des monuments historiques depuis 2017,. Du fait de son époque de construction, elle bénéficie également du label « Patrimoine du XXe siècle ».

## Localisation
La maison est située sur les toutes premières hauteurs du centre de la ville d'Aix-les-Bains. Elle est située à l'extrême sud du quartier, défini par l'Insee, du Tir aux Pigeons.

## Histoire
L'architecte  savoyard d'adoption Jean-Louis Chanéac décide de faire construire sa maison entre 1974 et 1976, associant de multiples concepts architecturaux du XXe siècle.
Néanmoins, dès 1965, l'architecte entrevoit un projet moderniste pour un couple de personnes âgées et fortunées, les Jacoubson. Mais, après leur décès en 1971, un nouveau projet, bien plus important, est planifié : celui d'un immeuble de douze logements. Ce projet annulé en 1973, l'architecte, qui habitait déjà dans la rue où est érigée l'actuelle maison, rachète le terrain et prévoit d'y construire une maison particulière pour sa famille. Ainsi, selon une citation présente sur le site du patrimoine de la région, « une barre rocheuse de cinq mètres de hauteur défonce son profil général, ce qui [lui] a permis d'implanter avec une certaine discrétion cette architecture correspondant à [ses] fantasmes ». 
La construction de la villa, par Gandia et Cie, est achevée en 1976.

## Description
Cette « maison-bulle » est entourée d'un jardin arboré, sur un terrain reculé par rapport à la rue, à flanc de falaise. Le site est en forte pente, d'est en ouest,.